# 稲葉橋

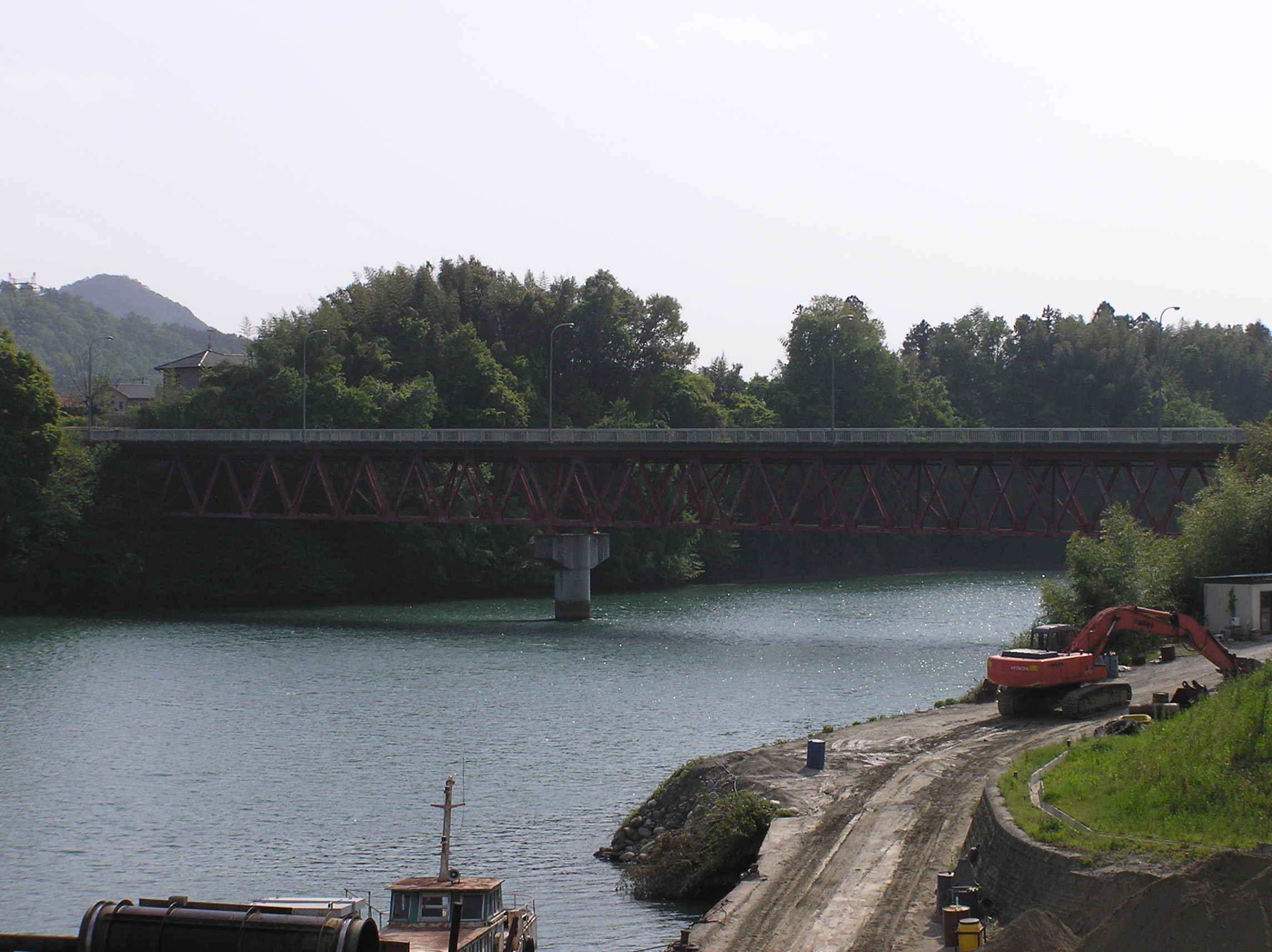
右岸上流から撮影

稲葉橋（いなばばし）は、岐阜県加茂郡八百津町の木曽川に架かる広域農道の橋である。
兼山ダムのダム湖に架かる橋である。

## 概要
- 供用 ：1981年（昭和56年）12月
- 延長： 181.2m
- 幅員： 9.8m
- 区間： 岐阜県加茂郡八百津町野上 - 岐阜県加茂郡八百津町伊岐津志

座標: 北緯35度28分13秒 東経137度7分7秒 / 北緯35.47028度 東経137.11861度